# 蒙特塞拉特足球協會
蒙特塞拉特島足球協會是專門管轄蒙特塞拉特島足球事務的組織。蒙特塞拉特島球協會成立於1910年，並在1962年加入國際足協。此外，它還是中北美洲及加勒比海足球協會和加勒比海足球聯盟的成員之一。

## 外部連結
- 國際足協網頁 （页面存档备份，存于）